# Kašgar (prefektura)
Kašgar (čínsky v českém přepisu Kcha-š’, pchin-jinem Kāshí, znaky 喀什, ujgursky قەشقەر, Qäšqär, Kašgar‎) je staré město a oáza, dnes prefektura v Ujgurské autonomní oblasti Sin-ťiang Čínské lidové republiky.
Kašgar bylo důležitým městem na hedvábné stezce, střídavě centrum nezávislého státu, případně závislý region o které se svářili Číňané s kočovnými stepními národy na sever od nich. Od 13. století patřilo k Mongolské říši, po jejím rozpadu region ovládal postupně Čagatajský chanát, Moghulistán, Jarkendský chanát, Džungarský chanát, říše Čching, Čínská republika a nakonec Čínská lidová republika.
V Čínské lidové republice název Kašgar kromě prefektury nese i její sídelní městský okres ve kterém leží původní město Kašgar.

## Administrativní členění
Prefektura Kašgar se člení na dvanáct celků okresní úrovně, a sice jeden městský okres, deset okresů a jeden autonomní okres.
| 1 okres · Šu-fu okres · Šu-le okres · Jängisar okres · Päjzawat okres · Jopurgha okres · Jarkend 2 okres · Maralbeši okres · Mäkit okres · Qaghiliq autonomní okres · Taškurgan 1. městský okres Kašgar 2. okres Poskam |                        |                       |                    |                                  |
| Název | Název                  | Počet obyvatel (2020) | Rozloha km² (2020) | Hustota zalidnění (obyv. na km²) |
| český přepis | znaky                  | Počet obyvatel (2020) | Rozloha km² (2020) | Hustota zalidnění (obyv. na km²) |
| Městský okres |                        |                       |                    |                                  |
| Kašgar | 喀什市                 | 782 662               | 1 007              | 777                              |
| Okresy |                        |                       |                    |                                  |
| Šu-fu | 疏附县                 | 263 014               | 2 708              | 97                               |
| Šu-le | 疏勒县                 | 355 544               | 2 104              | 169                              |
| Jängisar | 英吉沙县               | 276 641               | 3 427              | 81                               |
| Päjzawat | 伽师县                 | 424 821               | 6 027              | 70                               |
| Jarkend | 莎车县                 | 860 800               | 8 915              | 97                               |
| Maralbeši | 巴楚县                 | 366 141               | 18 261             | 20                               |
| Mäkit | 麦盖提县               | 224 154               | 1 897              | 118                              |
| Qaghiliq | 叶城县                 | 525 436               | 28 582             | 18                               |
| Jopurgha | 岳普湖县               | 162 675               | 3 010              | 54                               |
| Poskam | 泽普县                 | 214 543               | 1 007              | 213                              |
| Autonomní okres |                        |                       |                    |                                  |
| Taškurgan (tádžický) | 塔什库尔干塔吉克自治县 | 39 946                | 23 653             | 2                                |
| |                        |                       |                    |                                  |
| Celkem | Celkem                 | 4 496 377             | 100 598            | 45                               |